# کیتی کوربای
کیتی کوربای (هلندی: Kitty Courbois; ۱۳ ژوئیهٔ ۱۹۳۷ – ۱۱ مارس ۲۰۱۷) هنرپیشه اهل هلند بود.
از فیلم‌ها یا برنامه‌های تلویزیونی که وی در آن نقش داشته‌است می‌توان به وینسنت و تئو، گوشت و خون اشاره کرد.